# Tympanocryptis argillosa
Tympanocryptis argillosa — вид ігуаноподібних ящірок родини агамових (Agamidae). Ендемік Австралії. Описаний у 2019 році.

## Поширення і екологія
Tympanocryptis argillosa мешкають в Південній Австралії, на крайньому південному заході Квінсленду та на крайньому заході Нового Південного Уельсу, на території пустелі Стшелецького та у південній частині пустелі Сімпсон на південь до озера Фром. Вони живуть на глинистих ділянках між піщаними дюнами.